# Vicente Mata
Vicente Mata, auch bekannt unter dem Spitznamen El Pachenta, ist ein ehemaliger mexikanischer Fußballspieler auf der Position eines  Stürmers.

## Leben
Mata spielte in der Saison 1970/71 bei den Reboceros de La Piedad und wurde Torschützenkönig der zweiten mexikanischen Liga.
1971 wechselte Mata in die höchste mexikanische Spielklasse zu Deportivo Guadalajara und war in seinen ersten beiden Spielzeiten nach seinem Vereinswechsel mit neun (1971/72) bzw. zehn Treffern (1972/73) der jeweils erfolgreichste Torschütze der Chivasi. Am letzten Spieltag der Saison 1972/73 steuerte er drei Treffer zum 6:0-Sieg gegen den späteren Absteiger CF Pachuca bei. Seine Pechsträhne begann am 22. Dezember 1973, als er sich in einem Stadtderby gegen den Club Social y Deportivo Jalisco einen Schien- und Wadenbeinbruch zuzog, der ihn zu einer langen Spielpause zwang. Eine weitere langwierige Verletzung zog Mata sich am zweiten Spieltag der Saison 1975/76 in einem Heimspiel gegen Deportivo Toluca zu, in deren Folge er am linken Knie operiert werden musste. Diese Verletzung war gleichbedeutend mit seinem Ende in der ersten Mannschaft von Deportivo Guadalajara, für die er in 5 Spielzeiten insgesamt 83 Punktspiele bestritten und 21 Tore erzielt hatte, und ebenso in der höchsten Spielklasse.
Nach seiner Genesung spielte er aber noch eine Zeitlang in der zweiten Liga; zunächst für die zweite Mannschaft des Club Deportivo Guadalajara, die zu jener Zeit unter der Bezeichnung Club Deportivo Tapatío antrat, und anschließend für Unión de Curtidores.